# HMS Howe (32)
Pour les autres navires du même nom, voir HMS Howe.
Le HMS Howe (pennant number : 32) est un cuirassé de la classe King George V ayant servi dans la Royal Navy lors de la Seconde Guerre mondiale.

## Nom
Il est nommé HMS Howe d'après l'amiral Richard Howe. Initialement il devait prendre le nom de HMS Beatty d'après l'amiral David Beatty, commandant de la 1re escadre de croiseurs de bataille lors de la bataille du Jutland en 1916.

## Construction
Le HMS Howe est commandé le 28 avril 1937. Sa quille est posée aux chantiers Fairfield Shipbuilding and Engineering Company près de Glasgow le 1er juin 1937. Son nom définitif est choisi le 21 février 1940. Il est lancé le 9 avril 1940. Il est parrainé par Édimbourg en décembre 1941. La construction prend du retard en raison de modifications effectuées à la suite de la perte de son sister-ship le HMS Prince of Wales le 10 décembre 1941. Il est admis en service actif dans la Royal Navy le 29 août 1942.

## Service actif

### Home Fleet
Le HMS Howe commence ses essais en mer en août 1942 et est rendu disponible pour les opérations avec la Home Fleet à partir de novembre. Ses attributions principales sont de fournir une couverture pour les convois de l'Arctique et d'intercepter les grands navires de guerre allemands qui tentent d'entrer dans l'Atlantique. Le 31 décembre, après la bataille de la mer de Barents, le Howe est intégré dans une force visant à protéger le convoi RA 51 et, si possible, d'intercepter le cuirassé de poche allemand Lützow. Fin février 1943, le Howe rejoint l'escorte du convoi convoi JW 53 allant en Union soviétique puis le convoi retour RA 53.
En mai 1943, le Howe est visité par le Premier ministre du Royaume-Uni Winston Churchill, puis quelques jours plus tard par le roi George VI.

### Méditerranée
Début mai 1943, le Howe est déployé en Méditerranée pour supporter les débarquements alliés. Après la pose de plusieurs canons de 20 mm Oerlikon, il part de Rosyth pour Gibraltar le 21 mai, et y arrive cinq jours plus tard. Le Howe est affecté à la Force H, et exploité à l'appui des débarquements en Sicile et en Italie.
Après que la Force H est transférée à Alger début juin, le Howe est de nouveau visité par le roi George VI.
Pendant le débarquement de Sicile en juillet, le Howe est positionné entre la Sicile et la Sardaigne. Il doit protéger les opérations de débarquement de venues de la flotte italienne. Le 12 juillet, il participe avec le HMS King George V au bombardement de diversion de Trapani et des îles environnantes de Favignana et Levanzo.
Après l'opération Husky, il retourne à Alger et y subit quelques réparations. Lors de cette période, le 4 août, un navire de transport de munitions le SS Fort Le Montee prend feu et explose, endommageant sérieusement un destroyer à proximité, le HMS Arrow, et causant un nombre important de victimes. Une partie de l'équipage du Howe est envoyé pour aider à collecter les cadavres.
Le 8 septembre, après la capitulation italienne, le Howe et le King George V escortent une force navale pour débarquer la 1re division aéroportée britannique sur l'important port de Tarente.
Le 14 septembre, le HMS Howe et le HMS King George V escortent des navires militaires italiens — venant de se rendre — d'Alexandrie à Malte. Le 1er octobre, il arrive à Alger et repart pour Scapa Flow pour reprendre son travail auprès de la Home Fleet.

### Extrême orient
Le Howe est reconditionné pour le service en Extrême-Orient aux chantiers navals de Plymouth entre octobre 1943 et juin 1944, puis rejoint la Eastern Fleet à Trinquemalay le 3 août. Il fournit une protection à la Fleet Air Arm lors des attaques sur Padang et Sigli ainsi que pour des raids aériens de la United States Army Air Forces sur le nord-ouest de Sumatra.
Le 22 novembre, il rejoint la British Pacific Fleet à sa fondation et devient le navire amiral de l'amiral Bruce Fraser. Le Howe et d'autres unités de la British Pacific Fleet quittent Trinquemalay le 4 décembre et arrivent à Sydney le 18 janvier 1945. Après un passage à Auckland du 2 au 10 février, le Howe et la British Pacific Fleet quittent Sydney le 28 février pour la base de Manus dans les îles de l'Amirauté. Le déploiement est repoussé au 15 mars, en attente d'une approbation de Ernest King, commandant en chef de l’US Navy.
La British Pacific Fleet, désignée Task Force 57, prend une part importante au soutien naval de la bataille d'Okinawa, sa tâche spécifique étant le bombardement de l'archipel Sakishima afin d'empêcher le passage des renforts japonais. Le Howe est au combat du 26 mars au 25 mai, mis à part une période de deux semaines à Leyte pour réparations et approvisionnements, offrant protection aux porte-avions dont les avions bombardent les aérodromes japonais. Le Howe et d'autres navires sont brièvement détachés le 4 mai au bombardent de Hiara et Miyako-jima. À cette occasion, il est endommagé par un kamikaze.
Le 25 mai, la British Pacific Fleet part pour Sydney ; le Howe en est retiré à son arrivée le 5 juin. Il continue vers Durban pour des réparations, il n'y a pas d'installations adéquates en Australie. Il arrive le 27 juin, les réparations sont achevées le 10 septembre après la fin de la guerre. Le Howe reçoit l'ordre d'aller au Cap avant de rejoindre la Grande-Bretagne.

### Après la guerre
Après la guerre, la guerre navale a évolué. Le besoin de cuirassés a disparu. Le Howe devient le navire amiral de l'escadre d'entrainement de Portland en 1946, jusqu'en 1950 où il passe en réserve. Il est inscrit à la démolition en 1957, en même temps que ses trois sister-ships restants.

### Sources
- (en) Cet article est partiellement ou en totalité issu de l’article de Wikipédia en anglais intitulé « HMS Howe (32) » (voir la liste des auteurs).